# Ciudad Nueva (distrito)
Ciudad Nueva é um distrito do Peru, departamento de Tacna, localizada na província de Tacna.

## Transporte
O distrito de Ciudad Nueva é servido pela seguinte rodovia:
- PE-38, que liga o distrito de Santa Rosa (Região de Puno) à cidade de Tacna (Região de Tacna)
- PE-1S, que liga o distrito de Lima (Província de Lima à cidade de Tacna (Região de Tacna - Posto La Concordia (Fronteira Chile-Peru) - e a rodovia chilena Ruta CH-5 (Rodovia Pan-Americana) [1][2][3]